# مطار جومو كينياتا الدولي
مطار جومو كينياتا الدولي والمعروف لدى المسافرين بمطار نيروبي الدولي (إياتا: NBO، إيكاو: HKJK) هو مطار دولي يخدم نيروبي عاصمة كينيا. ويبعد حوالي 15 كلم عن وسط المدينة، ويتصل المطار برحلات جوية إلى حوالي 50 دولة، تم تسمية المطار بهذا الاسم تكريماً لأول رئيس لكينيا جومو كينياتا. ويعتبر المطار بمثابة المركز الرئيسي لعمليات شركة الخطوط الجوية الكينية وشركة فلاي 540 المنخفضة التكلفة.

## شركات الطيران والوجهات

### الركاب
| شركـات طيـران                   | الوجهات |
| ------------------------------- | --- |
| أفريكان إكسبريس                 | مطار بوصاصو، مطار غاروي، مطار هرجيسا الدولي، مطار جوبا، مطار آدم عبد الله الدولي |
| العربية للطيران                 | مطار الشارقة الدولي |
| الخطوط الجوية الفرنسية          | مطار باريس شارل ديغول |
| طيران الهند                     | مطار انديرا غاندي الدولي |
| طيران موريشيوس                  | مطار سير سيووساغور رامغولام الدولي |
| الخطوط الجوية التنزانية         | مطار جوليوس نيريري |
| إير لينك                        | مطار أوليفر ريجنالد تامبو |
| الخطوط الجوية البريطانية        | مطار لندن هيثرو |
| خطوط جنوب الصين الجوية          | مطار تشانغشا هوانغوا الدولي، مطار قوانغتشو باييون الدولي |
| طيران دالو                      | مطار آدم عبد الله الدولي |
| مصر للطيران                     | مطار القاهرة الدولي |
| طيران الإمارات                  | مطار دبي الدولي |
| الخطوط الجوية الإثيوبية         | مطار أديس أبابا بولي الدولي |
| فلاي 540                        | Eldoret، Homa Bay ‏، مطار جوبا، Kisumu، Lamu، Lodwar، مطار موي الدولي، مطار عبيد أماني كرومي الدولي |
| جامبو جيت                       | Eldoret، مطار غوما، Lamu، Kisumu، Malindi، مطار موي الدولي، Ukunda/Diani Beach ‏ |
| جوبا للطيران                    | مطار آدم عبد الله الدولي |
| الخطوط الجوية الكينية           | مطار أبيدجان الدولي، مطار كوتوكا الدولي، مطار أديس أبابا بولي الدولي، مطار سخيبول أمستردام، مطار إيفاتو الدولي، مطار باماكو موديبو كيتا الدولي، مطار بانغي مبوكو الدولي، Blantyre، مطار مايا مايا، مطار بوجومبورا الدولي، مطار كيب تاون، مطار بليز دياغني الدولي، مطار جوليوس نيريري، مطار جيبوتي الدولي، مطار دبي الدولي، Dzaoudzi، مطار إنتيبي الدولي، مطار فريتاون الدولي، مطار قوانغتشو باييون الدولي، مطار روبرت غابريل موجابي الدولي، مطار أوليفر ريجنالد تامبو، مطار جوبا، مطار الخرطوم الدولي، مطار كيغالي الدولي، مطار كليمنجارو الدولي، مطار ندجيلي، Kisumu، مطار مورتالا محمد الدولي، مطار ليون مبا الدولي، مطار ليلونغوي الدولي، Livingstone، مطار لندن هيثرو، مطار كواترو دي فيفيريرو، مطار لوبومباشي الدولي، مطار كينيث كاوندا الدولي، مطار سيشل الدولي، Malindi، مطار مابوتو الدولي، مطار سير سيووساغور رامغولام الدولي، مطار موي الدولي، مطار روبرتس، مطار الأمير سيد إبراهيم الدولي، مطار تشاتراباتي شيفاجي الدولي، Nampula، Ndola، مطار جون إف كينيدي الدولي، مطار باريس شارل ديغول، مطار شلالات فيكتوريا، مطار عبيد أماني كرومي الدولي |
| الخطوط الجوية الملكية الهولندية | مطار سخيبول أمستردام |
| الخطوط الجوية الموزمبيقية       | مطار جوليوس نيريري، مطار مابوتو الدولي، Pemba |
| لوفتهانزا                       | مطار فرانكفورت |
| Malawi Airlines                 | مطار ليلونغوي الدولي |
| بريسيجن إير                     | مطار جوليوس نيريري، مطار كليمنجارو الدولي، مطار عبيد أماني كرومي الدولي |
| الخطوط الجوية القطرية           | مطار حمد الدولي |
| الخطوط الجوية الرواندية         | مطار إنتيبي الدولي، مطار كيغالي الدولي |
| الخطوط السعودية                 | مطار الملك عبد العزيز الدولي |
| خطوط جنوب إفريقيا الجوية        | مطار أوليفر ريجنالد تامبو |
| الخطوط الجوية التركية           | مطار إسطنبول الدولي |
| الخطوط الجوية الأوغندية         | مطار إنتيبي الدولي |

### الشحن
| شركـات طيـران              | الوجهات |
| -------------------------- | --- |
| Astral Aviation            | مطار جوليوس نيريري، مطار إنتيبي الدولي، مطار جوبا، مطار كيغالي الدولي، مطار آدم عبد الله الدولي، مطار موانزا، مطار بن غوريون الدولي |
| كارغولوكس                  | مطار سخيبول أمستردام، مطار لوكسمبورغ، مطار ماستريخت آخن، مطار أوليفر ريجنالد تامبو                                                  |
| مصر للطيران للشحن          | مطار القاهرة الدولي |
| الإمارات للشحن الجوي       | مطار آل مكتوم الدولي، مطار ماستريخت آخن                                                                                             |
| فيديكس إكسبرس              | مطار دبي الدولي |
| لوفتهانزا للشحن            | مطار فرانكفورت، مطار أوليفر ريجنالد تامبو                                                                                           |
| Martinair                  | مطار سخيبول أمستردام، مطار أوليفر ريجنالد تامبو                                                                                     |
| Network Airline Management | مطار لندن ستانستد |
| الخطوط الجوية القطرية      | مطار بروكسل الدولي، مطار الدوحة الدولي                                                                                              |
| الخطوط السعودية للشحن      | مطار سخيبول أمستردام، مطار الملك عبد العزيز الدولي، مطار ماستريخت آخن                                                               |
| Silk Way Airlines          | مطار حيدر علييف الدولي، مطار لندن ستانستد، مطار ماستريخت آخن                                                                        |
| Singapore Airlines Cargo   | مطار سخيبول أمستردام، مطار أوليفر ريجنالد تامبو، مطار الشارقة الدولي، مطار شانغي سنغافورة                                           |
| الخطوط الجوية التركية      | مطار إنتيبي الدولي، مطار إسطنبول الدولي، مطار الخرطوم الدولي، مطار ندجيلي، مطار ماستريخت آخن                                        |